# Meike Hoffmann
Meike Hoffmann (* 1962) ist eine deutsche Kunsthistorikerin und Provenienzforscherin.

## Leben und Wirken
Hoffmann studierte Kunstgeschichte, Klassische Archäologie, Volkskunde und Bibliothekswissenschaften an der Universität Kiel und an der Freien Universität Berlin. In Berlin wurde sie 2005 mit einer von Werner Busch betreuten Dissertation über die Künstlergruppe „Brücke“ zur Dr. phil. promoviert.
Von 1990 bis 1994 war sie als wissenschaftliche Mitarbeiterin in der Berliner Galerie Theis und für das Keramik-Museum Berlin tätig. In den Jahren 1992 bis 1995 nahm sie einen Lehrauftrag für Kunstgeschichte am Goethe-Institut in Berlin wahr. Von 1995 bis 1999 war sie wissenschaftliche Volontärin und Mitarbeiterin im Brücke-Museum Berlin und von 1999 bis 2006 arbeitete sie als freischaffende Kunsthistorikerin, Autorin und Ausstellungskuratorin.
Seit November 2006 ist sie wissenschaftliche Mitarbeiterin an der 2003 gegründeten und von der Gerda Henkel Stiftung wie von der Ferdinand-Möller-Stiftung finanzierten Forschungsstelle „Entartete Kunst“ an der Freien Universität, seit dem Wintersemester 2007/08 in Verbindung mit Lehraufträgen. Sie konzipierte den Studiengang Provenienzforschung, der seit dem Sommersemester 2011 angeboten wird.
2010 war sie an der Identifizierung des sog. Berliner Skulpturenfundes beteiligt.
Nach dem Schwabinger Kunstfund 2012 wurde sie mit der Begutachtung der Werke der sogenannten klassischen Moderne im Gurlitt Bestand beauftragt und nahm am 5. November 2013 an der Pressekonferenz zum Kunstfund in Augsburg teil.
In der Folge war sie als offizielles Mitglied für die Taskforce „Schwabinger Kunstfund“ tätig sowie für das am Deutschen Zentrum Kulturgutverluste angesiedelte Nachfolgeprojekt „Provenienzrecherche Gurlitt“.
Am 1. März 2017 hat sie an der FU Berlin die wissenschaftliche Koordinierung der Mosse Art Research Initiative (MARI) übernommen, der ersten öffentlich-privaten Partnerschaft in der Provenienzforschung von Einrichtungen in Deutschland und den Nachfahren der Opfer nationalsozialistischer Verfolgung.

## Werke
- Die Gebrauchsbibliothek in Deutschland (1800-1950); Übersicht in Tabellen. Institut für Bibliothekswissenschaft, Humboldt-Universität zu Berlin 1996. (= Berliner Handreichungen zur Bibliothekswissenschaft 18.)
- Leben und Schaffen der Künstlergruppe „Brücke“ 1905 bis 1913: mit einem kommentierten Werkverzeichnis der Geschäfts- und Ausstellungsgrafik. Dissertation, Freie Universität Berlin. Reimer, Berlin 2005, ISBN 3-496-01331-1.
- (Hrsg.) Ein Händler „entarteter“ Kunst: Bernhard A. Böhmer und sein Nachlass. Akademie-Verlag, Berlin 2008, ISBN 978-3-05-004498-9. (= Schriften der Forschungsstelle „Entartete Kunst“ 3.)
- Handel mit „entarteter Kunst“. In: Gute Geschäfte. Kunsthandel in Berlin 1933–1945. Aktives Museum Faschismus und Widerstand in Berlin, Berlin 2011, ISBN 978-3-00-034061-1, S. 139–144.
- (Hrsg.) Festschrift für Wolfgang Wittrock: zum 65. Geburtstag am 1. Mai 2012. Schwarz, Meerane 2012, ISBN 978-3-9811118-5-9.
- Abtauchen in die Grauzone. Hildebrand Gurlitt und die Reichskammer der bildenden Künste. In: Anja Tiedemann (Hrsg.): Die Kammerschreibt schon wieder! Das Reglement für den Handel mit moderner Kunst im Nationalsozialismus, Schriftenreihe der Forschungsstelle „Entartete Kunst“, Bd. 10, München: de Gruyter 2016, ISBN 978-3-11-044212-0.
- Vogelfrei – Das Schicksal „Entarteter Kunst“ aus deutschen Museen während des NS-Regimes. In: Moderne Meister. „Entartete Kunst“ im Kunstmuseum Bern, Ausst.-Kat. Kunstmuseum Bern, München: Prestel 2016, ISBN 978-3-7913-5535-1.
- Hitlers Kunsthändler. Hildebrand Gurlitt 1895-1956. Die Biographie, München: C.H. Beck 2016, ISBN 978-3-406-69094-5.
- (Hrsg. mit Dieter Scholz) Unbewältigt? Ästhetische Modern und Nationalsozialismus. Kunst, Kunsthandel, Ausstellungspraxis. Berlin: Verbrecher Verlag 2020, ISBN 978-3-95732-452-8.
- (Hrsg. mit Dieter Scholz) Unmastered Past? Modernism in Nazi Germany. Art, Art Trade, Curatorial Practice. Berlin: Verbrecher Verlag 2020, ISBN 978-3-95732-453-5.